# Martyn Lloyd-Jones

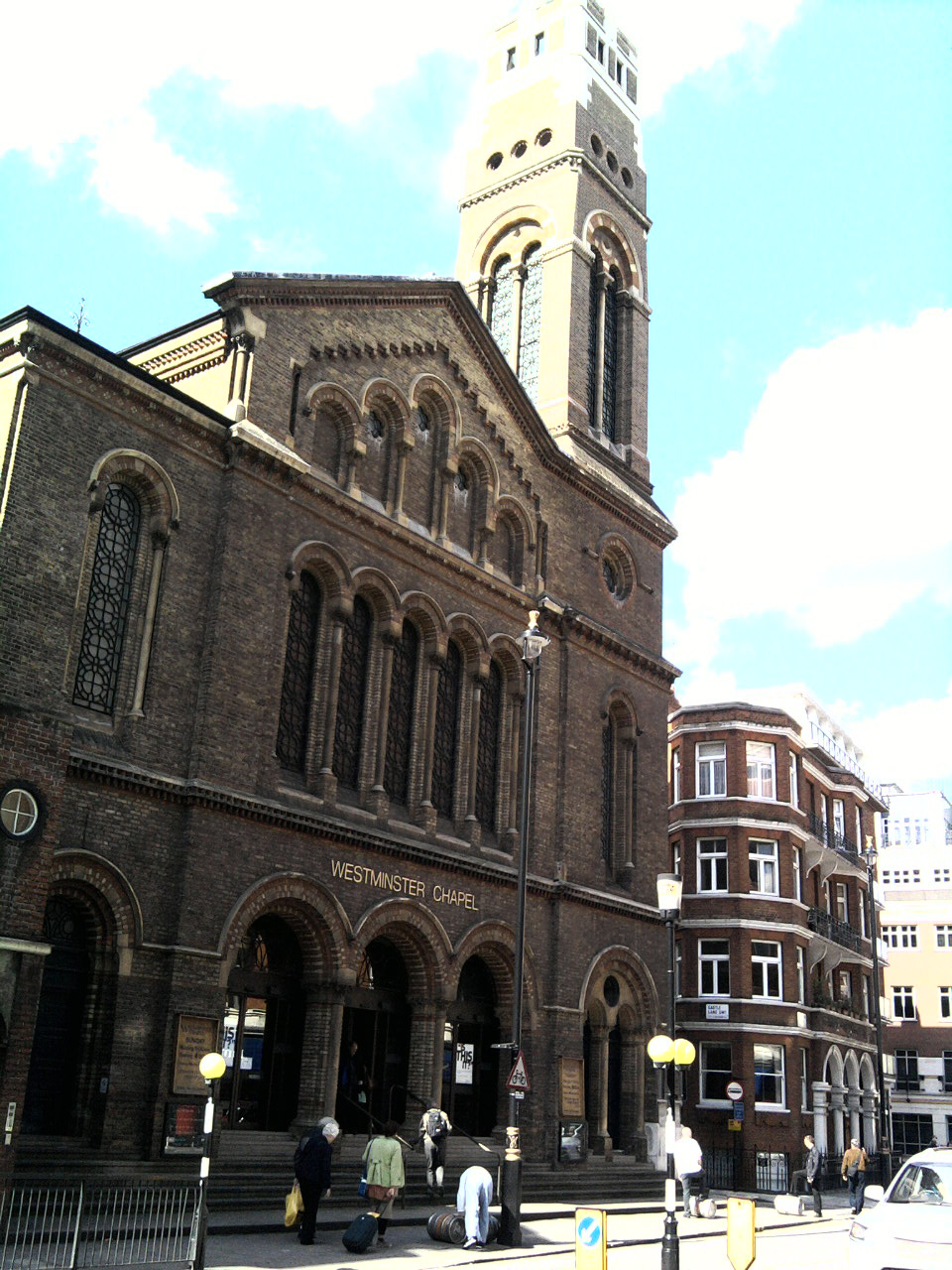
Kaplica Westminsterska w Londynie

Martyn Lloyd-Jones (ur. 20 grudnia 1899, zm. 1 marca 1981) – walijski teolog protestancki, kaznodzieja i lekarz.
Był czołową postacią w reformowanym nurcie brytyjskiego ruchu ewangelikalnego w XX wieku. Przez prawie 30 lat był ministrem kongregacjonalistycznej Kaplicy Westminsterskiej (Westminster Chapel) w Londynie. Występował przeciwko chrześcijaństwu liberalnemu, rozpowszechnionemu - w jego opinii - w wielu wyznaniach chrześcijańskich, co uważał za błąd. Zachęcał ewangelikalnych chrześcijan (zwłaszcza spośród wyznawców anglikanizmu) do porzucenia liberalnego chrześcijaństwa, poprzez wystąpienie ze swoich denominacji i do łączenia się w Kościoły ewangelikalne. Uważał, że prawdziwa wspólnota chrześcijańska jest możliwa jedynie wśród tych, którzy dzielą wspólne przekonania dotyczące natury wiary.

## Wybrane publikacje
- Why Does God Allow War? A General Justification of the Ways of God, Crossway (1939)
- The Plight of Man and The Power of God (1942)
- Truth Unchanged, Unchanging (1951)
- Authority (1958)
- Spiritual Depression. Its Causes and Cures (1964)
- Preaching and Preachers (1971)
- Evangelistic Sermons at Aberavon (1983)
- Joy Unspeakable. Power and Renewal in the Holy Spirit (1984)
- The Cross. God's Way of Salvation (1986)
- The Puritans. Their Origins and Successors (1987)
- What Is an Evangelical? (1992)
- Letters 1919–1981 (1994)
- Heirs of Salvation. Studies in Biblical Assurance (2000)